# Lockdown lul
Lockdown lul is een lied van de Nederlandse cabaretier Hans Teeuwen in samenwerking met de Nederlandse singer-songwriter Bjørgen. Het werd in 2021 als single uitgebracht. De volledige titel van het lied is Lockdown lul (Extended 80's versie). 

## Achtergrond
Lockdown lul is geschreven door Hans Teeuwen en geproduceerd door Bjørgen. Het is een nummer uit de genres Nederpop, disco en kleinkunst. Het lied gebruikt een stuk tekst uit de show Smerige Spelletjes van Teeuwen. De verdere tekst en de productie zijn van Bjørgen. Deze maakte het nummer nadat eerder het fragment uit de show met de tekst "wat moet ik met mijn lul in de lockdown" viraal ging op internet. Hij besloot er een 80's versie van te maken. Van het fragment gingen er ook andere nummer rond, welke allen als single zijn uitgebracht door Teeuwen zelf. Andere versies zijn een hardstyle nummer met de titel L*l in de lockdown met als toevoeging "Power hour edit" van Teeuwen met De Nachtbrakers en Haha Bier Jongen, welke 67e plaats van de Single Top 100 bereikte, en Wat moet ik met mijn lul in de lockdown van Teeuwen met The Victim en Z11. 

## Hitnoteringen
De artiesten hadden succes met het lied in de hitlijsten van Nederland. Het kwam tot de 39e plaats van de Nederlandse Top 40 en was twee weken in deze lijst te vinden. Het piekte op de 54e plaats van de Nederlandse Single Top 100 en stond vier weken in deze hitlijst.